# Пригородное (Краснодарский край)
При́городное — село в Приморско-Ахтарском районе Краснодарского края.
Входит в состав Приазовского сельского поселения.

## Население
| 2002 | 2010 |
| ---- | ---- |
| 116  | ↘94  |

## Улицы
| - ул. Зелёная, - ул. Новая, | - ул. Солнечная, - ул. Центральная. |